# Maskeneulen
Die Maskeneulen (Phodilus) sind eine Gattung innerhalb der Familie der Schleiereulen (Tytonidae). Zur Gattung gehören zwei Arten, die in Südostasien vorkommen, und häufig auch die ostafrikanische Kongomaskeneule, deren taxonomischer Status strittig ist.

## Merkmale
Es handelt sich um verhältnismäßig kleine Eulen mit einem maskenähnlichen Gesichtsschleier, der V-förmig ist. Der Gesichtsschleier der Schleiereulen (Tyto), der zweiten Gattung der Tytonidae, ist dagegen eher herzförmig. Bei den Maskeneulen ist der Gesichtsschleier von einem Rand sehr steifer Federn umgeben. Die Flügel sind rund und die Tarsi sehr kurz. Die Augen sind im Verhältnis zur Körpergröße groß und schwarz-braun.
Das Verbreitungsgebiet der Maskeneule ist nicht zusammenhängend. Die Sri Lanka-Maskeneule kommt im äußersten Südwesten des indischen Subkontinents sowie auf Sri Lanka vor. Die Maskeneule hat ein deutlich größeres Verbreitungsgebiet, das sich von Nepal, Sikkim und Assam bis auf die Philippinen erstreckt. Beide Arten bewohnen dichte Wälder und sind nachtaktiv.

## Arten
Der Gattung werden meist nur zwei Arten zugeordnet: die Maskeneule und die Ceylonmaskeneule. Beide Arten kommen in Südostasien vor. Die Ceylonmaskeneule wird in älterer Literatur noch als Unterart der Maskeneule behandelt. In jüngerer Literatur wird sie als eigenständige Art eingeordnet, da sich unter anderem ihre Lautäußerungen eindeutig von der Maskeneule unterscheiden. DNA-Analysen, die diese Einordnung unterstützen, stehen noch aus.
Als dritte Art wird häufig auch die Kongomaskeneule (Phodilus prigoginei) den Maskeneulen zugerechnet. Die nur in einer kleinen Region in der Nähe des Tanganjikasees vorkommende Art weist oberflächlich eine Ähnlichkeit zur Maskeneule auf. Claus König vermutet jedoch, dass diese Ähnlichkeit nur auf Grund einer konvergenten Entwicklung entstanden ist.
Im Einzelnen gehören damit zur Gattung:
- Maskeneule (Phodilus badius)
- Ceylonmaskeneule (Phodilus assimilis)
- Kongomaskeneule (Phodilus prigoginei)

## Belege

### Einzelbelege
1. ↑  König et al., S. 233
2. ↑  König et al., S. 230